# 世界現代詩文庫
世界現代詩文庫（せかいげんだいしぶんこ）は、土曜美術社出版販売から出版されている、日本国外の詩人の詩を対象とした叢書。

## 概要
欧米に偏ることなく、アジア、アフリカ、ラテンアメリカなど全世界の詩人たちの詩業を集成した文庫である。

## 刊行詩集
1. 『アジア・アフリカ詩集』 高良留美子編・訳　ISBN 4-8120-0732-1
2. 『アンリ・ミショー詩集』 小海永二訳　佐藤東洋麿編　ISBN 4-88625-263-X
3. 『テド・ヒューズ詩集』 片瀬博子編・訳　ISBN 4-88625-075-0
4. 『ポール・エリュアール詩集』 高村智編・訳　ISBN 4-88625-233-8
5. 『ケネス・パッチェン（英語版）詩集』 石原武編・訳　ISBN 4-88625-3342
6. 『現代フランス詩集』 小海永二編・訳　ISBN 4-8120-1195-7
7. 『ラテンアメリカ詩集』 田村さと子編・訳　ISBN 4-88625-234-6
8. 『ルイ・アラゴン詩集』 小島輝正編・訳　ISBN 4-88625-236-2
9. 『日系アメリカ・カナダ詩集』 中山容・新井弘泰編・訳　ISBN 4-88625-123-4
10. 『サパルディ・ジョコダモノ詩集』 印堂哲郎編・訳　ISBN 4-88625-131-5
11. 『韓国現代詩集』 姜晶中編・訳　ISBN 4-88625-140-4
12. 『台湾詩集』 北影一編・訳　ISBN 4-88625-153-6
13. 『北島詩集』（ペイタオししゅう） 是永駿編・訳　ISBN 4-88625-161-7
14. 『セフェリス詩集』 志田信男編・訳　ISBN 4-88625-332-6
15. 『現代東欧詩集』 富樫優子編・訳　飯島周・他訳　ISBN 4-88625-202-8
16. 『現代ドイツ詩集』 鈴木俊編・訳　ISBN 4-88625-374-1
17. 『現代中国詩集』 佐々木久春編・訳　ISBN 4-88625-225-7
18. 『現代ロシア詩集』 草鹿外吉編・訳　ISBN 4-88625-297-4
19. 『エリカ・ジョング詩集』 青山みゆき・永田正男編・訳　ISBN 4-8120-0427-6
20. 『精選 中国現代詩集－変貌する黄色の大地』 秋吉久紀夫編・訳　ISBN 4-8120-0464-0
21. 『ロルカ詩集』 小海永二訳　ISBN 4-8120-0628-7
22. 『現代英米詩集』 水崎野里子編・訳　ISBN 4-8120-0636-8
23. 『オクタビオ・パス詩集』 真辺博章編・訳　ISBN 4-8120-0644-9
24. 『マチャード／アルベルティ詩集』 大島博光編・訳  ISBN 4-8120-0688-0
25. 『韓国三人詩集』 具常・金南祚・金光林　ISBN 4-8120-0694-5
26. 『現代アイルランド詩集』 水崎野里子編・訳　ISBN 4-8120-0700-3
27. 『続 オクタビオ・パス詩集』 真辺博章編・訳　ISBN 4-8120-0713-5
28. 『現代アメリカ黒人女性詩集』 水崎野里子編・訳　ISBN 4-8120-0758-5
29. 『シンボルスカ詩集』 つかだみちこ編・訳　ISBN 4-8120-1201-5